# Волфгезе
Волфгезе (нід. Wolfheze) — село в нідерландській провінції Гелдерланд. Входить до муніципалітету Ренкюм.
Його площа становить 11,28км², а населення станом на 2021 рік складало 1 740 осіб.

## Галерея

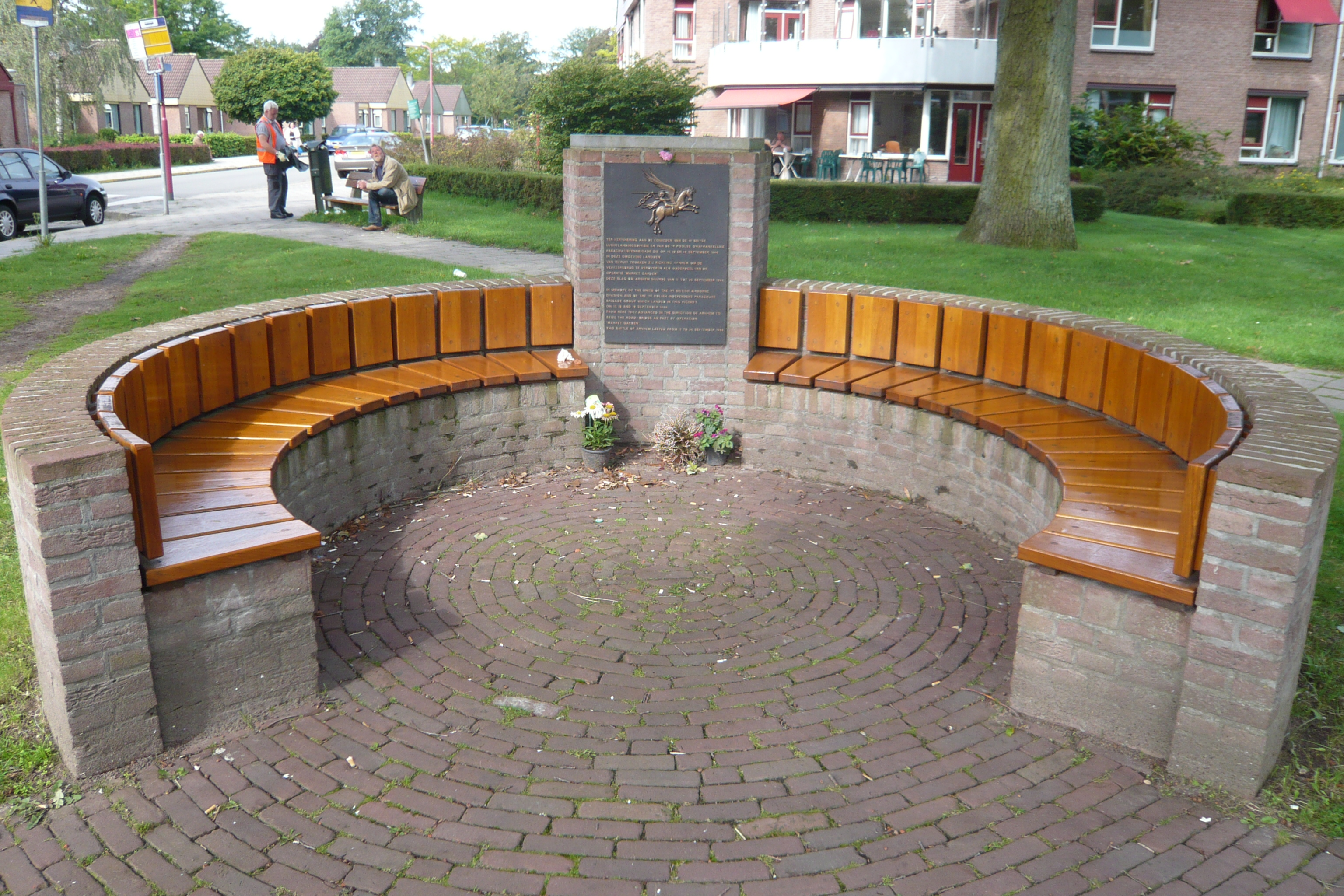
Меморіал польських десантників
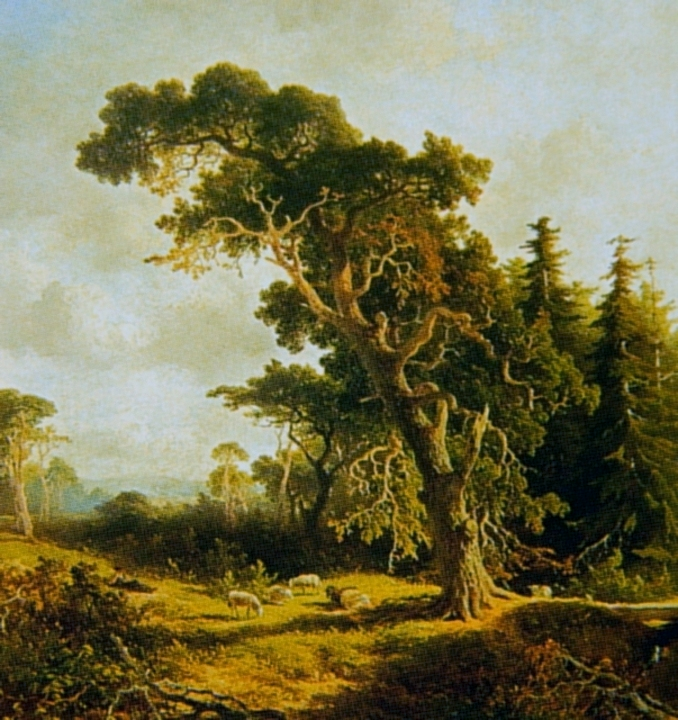
Картина із зображенням тисячерічного дерева (1850).
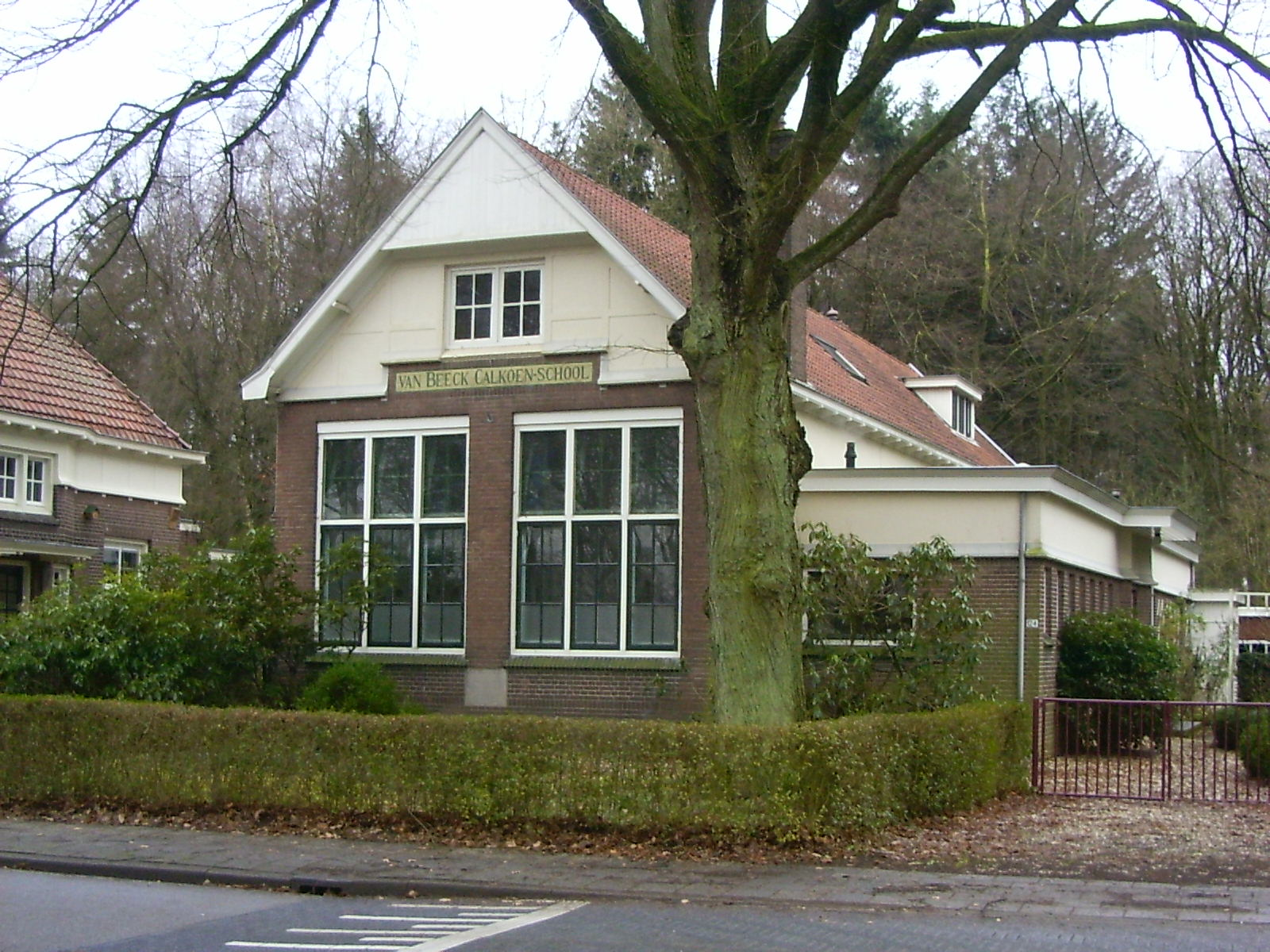
Сільська школа
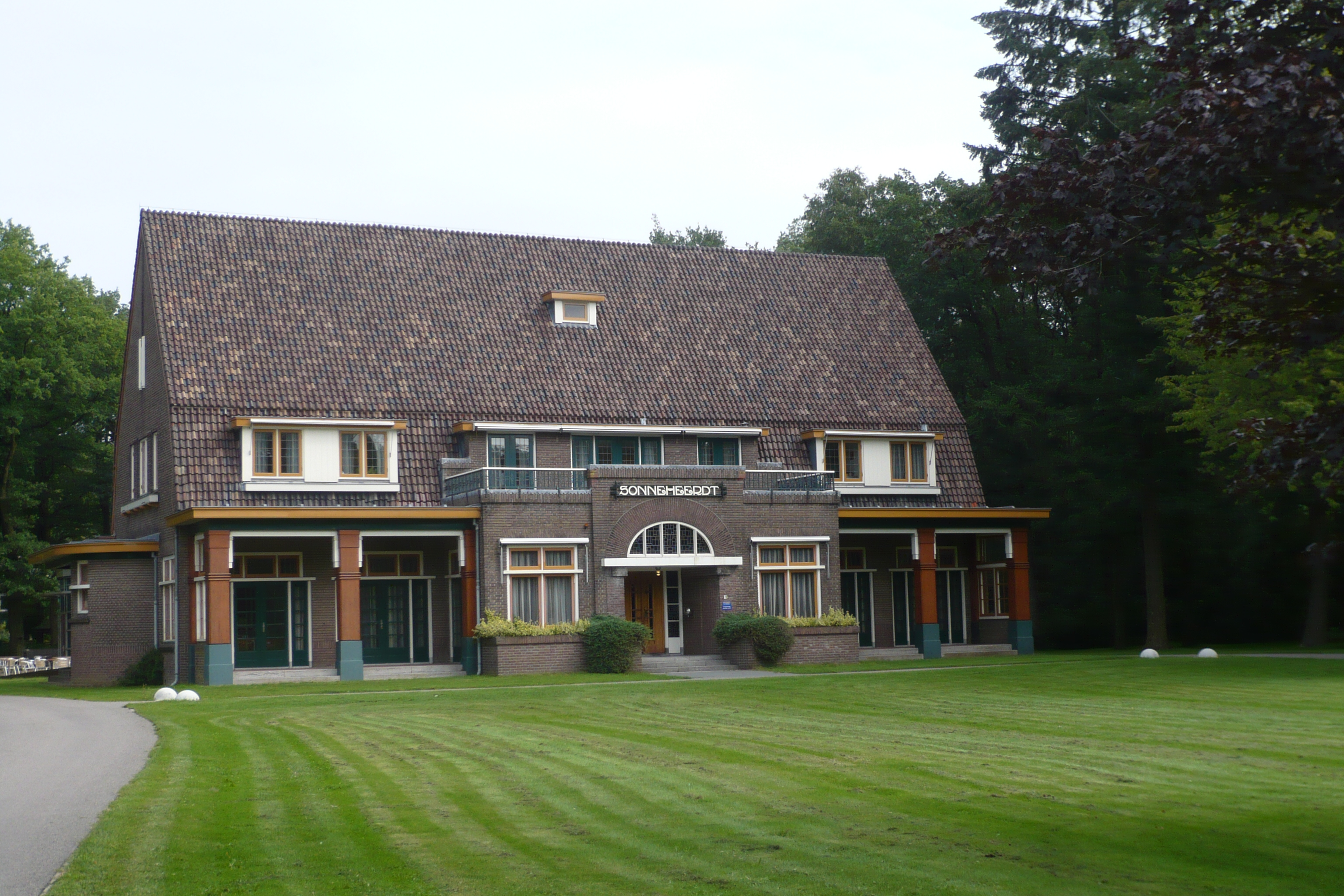
Санаторій